# 박회수
박회수(朴晦壽, 1786년 ~ 1861년)는 조선 후기의 문신이며, 철종 때 우의정과 좌의정을 지냈다. 본관은 반남이다. 자는 자목(子木), 호는 호곡(壺谷) 또는 호하(壺下), 시호는 숙헌(肅獻)이다.

## 생애
순조 때 문과에 급제해 응교, 집의, 승지, 부제조, 공충도관찰사, 이조참판, 부제학, 성균관대사성을 지내고, 헌종 때 형조판서, 사헌부대사헌, 평안도관찰사, 한성부판윤, 예조판서, 병조판서, 이조판서, 좌참찬을 지내고, 우의정을 지냈으며, 철종 때 판중추부사를 거쳐 우의정이 되고 좌의정에 이르렀다. 이후 영중추부사로 치사했다.